# Joseph M. Terrell

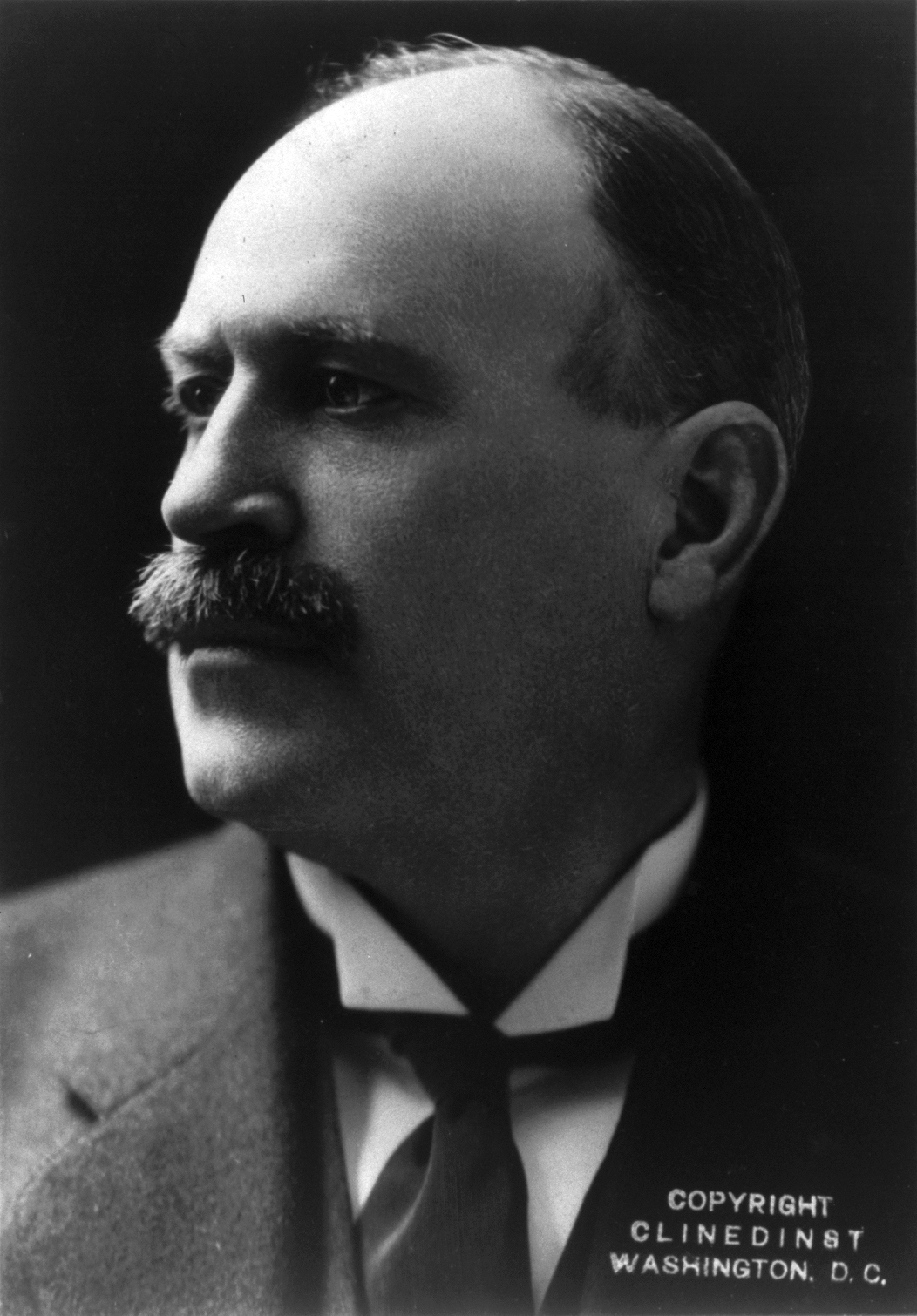
Joseph Terrell

Joseph Meriwether Terrell (* 6. Juni 1861 in Greenville, Meriwether County, Georgia; † 17. November 1912 in Atlanta, Georgia) war ein US-amerikanischer Jurist, Senator und Gouverneur von Georgia.

## Frühe Jahre und politischer Aufstieg
Nach dem Durchlaufen der Grundschule ließ er sich beim Staatsanwalt von Greenville, John W. Parks, zum Anwalt ausbilden. 1882 bestand er die Aufnahmeprüfung und wurde als Rechtsanwalt zugelassen. Er eröffnete eine Anwaltskanzlei in Greenville. Fast gleichzeitig begann seine politische Karriere. 1884 bis 1887 war er Abgeordneter im Repräsentantenhaus von Georgia. 1890 wurde er dann in den Staatssenat gewählt. Er setzte sich entschieden für eine bessere Bildungspolitik ein und kämpfte für Gelder für das „Georgia State Industrial College for Colored Youth“, aus dem später die Savannah State University hervorging. Terrell schlug vor, öffentliche Schulen mit Geldern aus der Grundsteuer zu finanzieren. Er setzte sich für eine Gefängnisreform ein und stellte sich voll hinter den 1879 gegründeten Eisenbahnausschuss. Zwischen 1892 und 1902 war er Attorney General (Justizminister) von Georgia. In dieser Eigenschaft vertrat er Georgia mehrfach vor dem Obersten Bundesgericht der USA und gewann dort alle seine Fälle.

## Gouverneur von Georgia
Durch seine erfolgreiche Tätigkeit als Justizminister wurde Terrell in Georgia populär. 1902 wurde er von seiner Demokratischen Partei für das Amt des Gouverneurs nominiert. Es fiel ihm nicht schwer, die anschließende Wahl wie auch die spätere Wiederwahl zu gewinnen. Seine beiden Amtszeiten waren vom progressiven Geist jener Zeit geprägt. Er setzte sich für Reformen im Bildungswesen, beim Wahlsystem und beim Steuerrecht ein, musste aber bei einer konservativen Grundhaltung der parlamentarischen Mehrheit auch Kompromisse eingehen.

## Spätere Karriere
Nach dem Ende seiner zweiten Amtszeit war Terrell wieder als Anwalt tätig. Politisch unterstützte er Joseph M. Brown, den er in die Eisenbahnkommission berufen hatte, und der mit Michael Hoke Smith einen harten Kampf um das Amt des Gouverneurs austrug. Im November 1910 wurde Terrell als Nachfolger des verstorbenen Alexander S. Clay in den Senat der Vereinigten Staaten entsandt. Dort erlitt er im Februar 1911 einen Schlaganfall, wollte aber trotzdem seine Amtszeit im Senat beenden. Das Parlament von Georgia stimmte dem aber nicht zu und bestimmte Hoke Smith zum Senator. Nach einigen Diskussionen und politischen Kontroversen trat Terrell am 14. Juli 1911 zurück. Damit endete seine politische Karriere.
Seit dem Schlaganfall war er teilweise gelähmt und sein Gesundheitszustand verschlechterte sich in den folgenden Monaten noch mehr. Er starb schließlich am 17. November 1912. Joseph Terrell war seit 1886 mit Jessie Lee Spivey verheiratet.